# Ruellia bangii
Ruellia bangii är en akantusväxtart som beskrevs av Henry Hurd Rusby. Ruellia bangii ingår i släktet Ruellia och familjen akantusväxter. Inga underarter finns listade i Catalogue of Life.